# La quena de la muerte
La quena de la muerte es una película argentina sin sonido, en blanco y negro dirigida por Nelo Cosimi que se estrenó en 1929 y que tuvo como protagonistas a Chita Foras, Florén Delbene y Nelo Cosimi.

## Sinopsis
Una mujer y su amante pasan una temporada en las sierras para recuperarse de los excesos de la vida disipada que llevan en la ciudad, pero pronto, mientras él trata de seducir a una paisana, ella invita a a su dormitorio a un joven lugareño.

## Reparto
- Chita Foras
- Florén Delbene
- Nelo Cosimi
- Leonor Alvear

## Comentario
Fernando Martín Peña escribió sobre el filme:

«Plantear una relación amorosa interracial era tabú. Un hombre blanco podía conquistar a una india, pero de ninguna manera una mujer blanca podía salir a levantarse a un indio, y acá ocurre, lo que demuestra que hay una falta extraordinaria de moralina en la película. Los personajes son presentados como gente de vida disipada, entregada a los vicios, pero el personaje masculino, sin embargo, no es castigado por vicioso sino porque hace daño a los demás; no se da esta cosa hipócrita de la ley de compensaciones que tiene la censura norteamericana, donde todo pecado tiene que ser compensado por un castigo directamente proporcional a la gravedad de la falta. Aunque se trataba de una sociedad más bien conservadora, también había una juventud que trataba de no serlo, si no no hubiera ganado Yrigoyen por segunda vez.»